# 高雄市公車綠1路
高雄市公車綠1路，由南台灣客運營運。起點站為輕軌衛生局站（凱旋二路），終點站為捷運三多商圈站（中山二路）

## 歷史
- 2019年7月1日：通車，由南台灣客運營運。
- 2019年11月14日：調整路線，原起點輕軌哈瑪星站改為香蕉碼頭站，終點則由輕軌夢時代站改為輕軌凱旋中華站，並開闢區間車及增設部分站點。
- 2021年3月15日：再次調整路線，分為北線及南線兩種模式營運，北線經由高雄女中（真愛碼頭）站後以順時針方向行駛、南線經由高雄女中（真愛碼頭）站後以逆時針方向行駛，中途途經高雄車站、四維行政中心等地。
- 2021年3月24日：增設「漁人碼頭（公園路口）」站。
- 2021年9月1日：「高雄火車站（同愛街口）」更名為「高雄車站（建國路）」、「林森路口」站更名為「建國林森路口」。
- 2022年1月21日：三次調整路線，調整行駛林森三路、一心二路、光華二路、二聖一路、英明路，並增設沿途站位。
- 2022年6月10日：「香蕉碼頭（棧二庫）」站更名為「棧二庫」。
- 2022年9月1日：四次調整路線，起站改為輕軌衛生局站（凱旋二路），終點則改為捷運三多商圈站（中山二路），行駛經三多二路、英明路、二聖一路、中山二路。

## 停站
參見右側路線圖